# Premio Nacional Pío Víquez
El Premio Nacional de Periodismo Pío Víquez, más conocido como Premio Nacional Pío Víquez, es el máximo galardón al periodismo en Costa Rica. Es otorgado por el Gobierno de la República mediante el Ministerio de Cultura y Juventud y coordinado por la Dirección Nacional de Cultura.
El galardón busca reconocer a aquellas personas u organizaciones que han realizado aportes extraordinarios a la sociedad costarricense mediante su labor periodística.
Forma parte de los Premios Nacionales de Cultura establecidos mediante la ley 9211.

## Historia
El Premio Nacional Pío Víquez fue creado en 1972 mediante el Decreto Ejecutivo 2679 y forma parte de los Premios Nacionales de Cultura entregados por el Ministerio de Cultura y Juventud.
La ley 9211 que regula los Premios Nacionales de Cultura lo define de la siguiente manera:

Constituirá   un   reconocimiento   económico,   sin   discriminación   de formatos,  géneros  ni  estilos,  con  pública  notoriedad  en  el  área  de  periodismo durante el año inmediato anterior, en razón de que, además de su trayectoria y alto  grado   de   excelencia,   evidenció   un   decidido   nivel   de   aporte   al fortalecimiento  del  entorno  periodístico  de  nuestro  país.  Este  galardón  será coordinado administrativamente por la Dirección de Cultura.

Lleva el nombre del célebre periodista costarricense Pío Víquez, quien fue fundador del diario El Heraldo de Costa Rica.

## Ganadores
| Año  | Fotografía                  | Ganador                                 | Categoría    |
| ---- | --------------------------- | --------------------------------------- | ------------ |
| 2022 |                             | Natasha Cambronero Jiménez              | Persona      |
| 2022 | Esteban Oviedo Álvarez      | Persona                                 |              |
| 2022 | Diego Bosque González       | Persona                                 |              |
| 2021 |                             | Álvaro Sánchez Córdoba                  | Persona      |
| 2021 | Eric Mena                   | Persona                                 |              |
| 2020 |                             | Sinart Digital: Trece Noticias          | Organización |
| 2019 |                             | Delfino.cr                              | Organización |
| 2019 |                             | Doble Check                             | Organización |
| 2018 |                             | Semanario Universidad                   | Organización |
| 2018 | Gustavo Adolfo Arias Retana | Persona                                 |              |
| 2018 | José Eduardo Mora Mora      | Persona                                 |              |
| 2018 | Natalia Díaz Zeledón        | Persona                                 |              |
| 2018 |                             | La Voz de Guanacaste                    | Organización |
| 2017 |                             | crhoy.com                               | Organización |
| 2017 |                             | Proyecto Punto y Aparte                 | Organización |
| 2017 |                             | Alejandro Fernández Sanabria            | Persona      |
| 2016 | Desierto.                   | Desierto.                               | Desierto.    |
| 2015 |                             | María Isabel Sánchez Reyes              | Persona      |
| 2014 |                             | Rodrigo Montenegro                      | Persona      |
| 2014 | Marco Monge                 |                                         | Persona      |
| 2014 | Teresita Chavarría          |                                         | Persona      |
| 2013 |                             | Marcelo Castro                          | Persona      |
| 2012 |                             | Giannina Segnini                        | Persona      |
| 2011 |                             | Alberto Cañas Escalante                 | Persona      |
| 2010 |                             | Gerardo Chavarría Vega                  | Persona      |
| 2009 |                             | Cristian Cambronero (Periodista)        | Persona      |
| 2008 |                             | Marjorie Ross González                  | Persona      |
| 2007 |                             | Rodrigo Calvo Castro                    | Persona      |
| 2005 |                             | Laura Martínez                          | Persona      |
| 2004 |                             | Pilar Cisneros Gallo (rechazado)        | Persona      |
| 2003 |                             | Roxana Zúñiga Quesada                   | Persona      |
| 2002 |                             | Íris Zamora                             | Persona      |
| 2001 |                             | Doris González                          | Persona      |
| 2000 |                             | Hugo Díaz                               | Persona      |
| 1999 |                             | Eduardo Ulibarri                        | Persona      |
| 1998 |                             | Periódico San Carlos al día             | Organización |
| 1992 |                             | Roxana Zúñiga Quesada                   | Persona      |
| 1990 |                             | Pilar Cisneros Gallo                    | Persona      |
| 1988 |                             | Edgar Fonseca                           | Persona      |
| 1988 | Carlos Arguedas             |                                         | Persona      |
| 1988 | Armando González            |                                         | Persona      |
| 1987 |                             | Armando Alfaro Paniagua                 | Persona      |
| 1986 |                             | José María de Penabad                   | Persona      |
| 1984 |                             | Sobrevivientes del Atentado de La Penca | Persona      |
| 1983 |                             | Rodrigo Fournier Guevara                | Persona      |
| 1982 |                             | Levi Vega Martínez                      | Persona      |
| 1981 |                             | Lidiette Brenes Charpentier             | Persona      |
| 1980 |                             | Rolando Angulo Zeledón                  | Persona      |
| 1979 |                             | José María Cañas                        |              |
| 1978 |                             | Álvaro Aguilar Castro                   | Persona      |
| 1977 |                             | Bosco Valverde Calderón                 | Persona      |
| 1976 |                             | Luis Cartín Paniagua                    | Persona      |
| 1975 |                             | Manuel Zúñiga                           | Persona      |
| 1974 |                             | Adolfo Herrera García                   | Persona      |
| 1973 |                             | Yehudi Monestel                         | Persona      |
| 1972 |                             | Guillermo Loría                         | Persona      |